# Can Marines
Can Marines és una possessió mallorquina de Santanyí, delimitada pel partió del terme de Felanitx i l'antiga possessió de cas Senyor, situad al llogaret de Calonge. La possessió era anomenada simplement Calonge pels seus propietaris (els Socies), com el nucli habitat més proper però popularment ha tingut diversos noms, entre ells, el més recent, Can Marines. Aquest darrer nom es deu a un amo que hi visqué a finals del segle xix, Antoni Roig Binimel de s'Horta, de malnom Marines.
La casa principal es troba en bon estat de conservació, té tres plantes amb portal quadrat i balcó. A la planta baixa hi havia un molí de sang per a fer farina i les dependències del pagès, la planta primera hi havia el domicili de l'amo mentre que al segon pis hi havia el graner. A la cantonada esquerra de la façana principal encara es manté una torre de defensa de planta circular i coronada per una cúpula de mitja taronja. Antigament era més alta però fou rebaixada per trobar-se en estat ruinós la seva part superior. A l'altre cantó trobem una escala exterior i creu de pedra a la cantonada. La façana conserva un escut amb data del 1633, possible any de construcció de l'edifici.
La finca a principis del segle XX encara no havia estat parcel·lada i tenia una superfície total d'unes 320 quarterades (227 hectàrees). Fou una de les últimes possessions del municipi en parcel·lar-se, l'any 1921, pel seu aleshores propietari Pere Antoni Socias. La casa i algunes finques resultants de la parcel·lació foren venudes a Joan Grimalt Matemales, amo de la casa en aquells moments i aquestes més endavant, varen passar a ser propietat dels seus fills. Hom creu que Can Marines, Cas Senyor i Cas Vetles de s'Horta, possessions de Santanyí i Felanitx, formaven part d'una mateixa possessió primogènia, dividida per herències.